# Kütahya (provincie)
Kütahyanská provincie je území v Turecku ležící v Egejském regionu. Hlavním městem je Kütahya. Rozkládá se na ploše 11 889 km2 a v roce 2009 zde žilo 571 804 obyvatel.

## Administrativní členění
Provincie Aydın se administrativně člení na 13 distriktů:
- Altıntaş
- Aslanapa
- Çavdarhisar
- Domaniç
- Dumlupınar
- Emet
- Gediz
- Hisarcık
- Kütahya
- Pazarlar
- Şaphane
- Simav
- Tavşanlı